# Liste der aserbaidschanischen Meister im Schach
Diese Liste zählt die Meister von Aserbaidschan im Schach auf.
| Jahr | Männer             | Frauen              |
| ---- | ------------------ | ------------------- |
| 1998 | Rıfat Bağırov      |                     |
| 1999 |                    |                     |
| 2000 |                    |                     |
| 2001 |                    | Zeynəb Məmmədyarova |
| 2002 |                    |                     |
| 2003 |                    |                     |
| 2004 |                    |                     |
| 2005 |                    |                     |
| 2006 | Rauf Məmmədov      |                     |
| 2007 | Elmir Hüseynov     | Mehriban Şükürova   |
| 2008 | Rauf Məmmədov      | Zeynəb Məmmədyarova |
| 2009 | Rəşad Babayev      |                     |
| 2010 | Eltac Səfərli      |                     |
| 2011 | Nicat Məmmədov     | Türkân Məmmədyarova |
| 2012 | Ülvi Bacarani      | Türkân Məmmədyarova |
| 2013 | Zaur Məmmədov      | Khayala Abdulla     |
| 2014 | Ülvi Bacarani      | Khayala Abdulla     |
| 2015 | Rauf Məmmədov      | Zeynəb Məmmədyarova |
| 2016 | Eltac Səfərli      | Nərmin Kazımova     |
| 2017 | Nicat Abasov       | Günay Məmmədzadə    |
| 2018 | Abdulla Gadimbayli | Khanim Balajayeva   |
| 2019 | Məhəmməd Muradlı   | Günay Məmmədzadə    |
| 2020 | -                  | Khanim Balajayeva   |
| 2021 | Vasif Durarbəyli   | Gülnar Məmmədova    |
| 2022 | Məhəmməd Muradlı   | Gövhər Bəydullayeva |
| 2023 | Vasif Durarbəyli   | Gövhər Bəydullayeva |
| 2024 | Aydın Süleymanlı   | Ayan Allahverdiyeva |
| 2025 | Rauf Məmmədov      | Günay Məmmədzadə    |